# 黃敏華 (企業家)
黃敏華，BBS，是香港地產發展商信和集團總經理。她是信和集團創辦人黃廷方的孫女，主席黃志祥的長女。祖籍中國福建莆田江口鎮。

## 生平
黃氏持有耶魯大學文學學士學位以及倫敦大學亞非學院文學碩士學位，現出任信和集團總經理，為家族第三代管理層接班作準備。黃氏亦有出任多個公職，如今是香港藝術節協會執行委員會，香港歷史文物保育建設有限公司董事。此外，她亦是中國人民政治協商會議第十一屆青島市委員會委員。另外，她還有兩名妹妹黃敏儀、黃敏音。

## 名下馬匹
黃敏華與父母兄妹是香港賽馬會的會員，自2005-2006馬季開始成為馬主，而名下馬匹大多數以利多兩字命名，包括獲利多、盈利多、智利多、連利多、富利多、安利多、肯利多、興利多、星洲司令、星洲駿馬、星洲之光、駿馬之光、駿馬之曲。

## 外部連結
- 「大好友」第三代亮相「荃新天地」
- 黃志祥雙喜臨門 （页面存档备份，存于）
- 黃志祥部署第三代接棒 （页面存档备份，存于）